# Cogito ergo sum

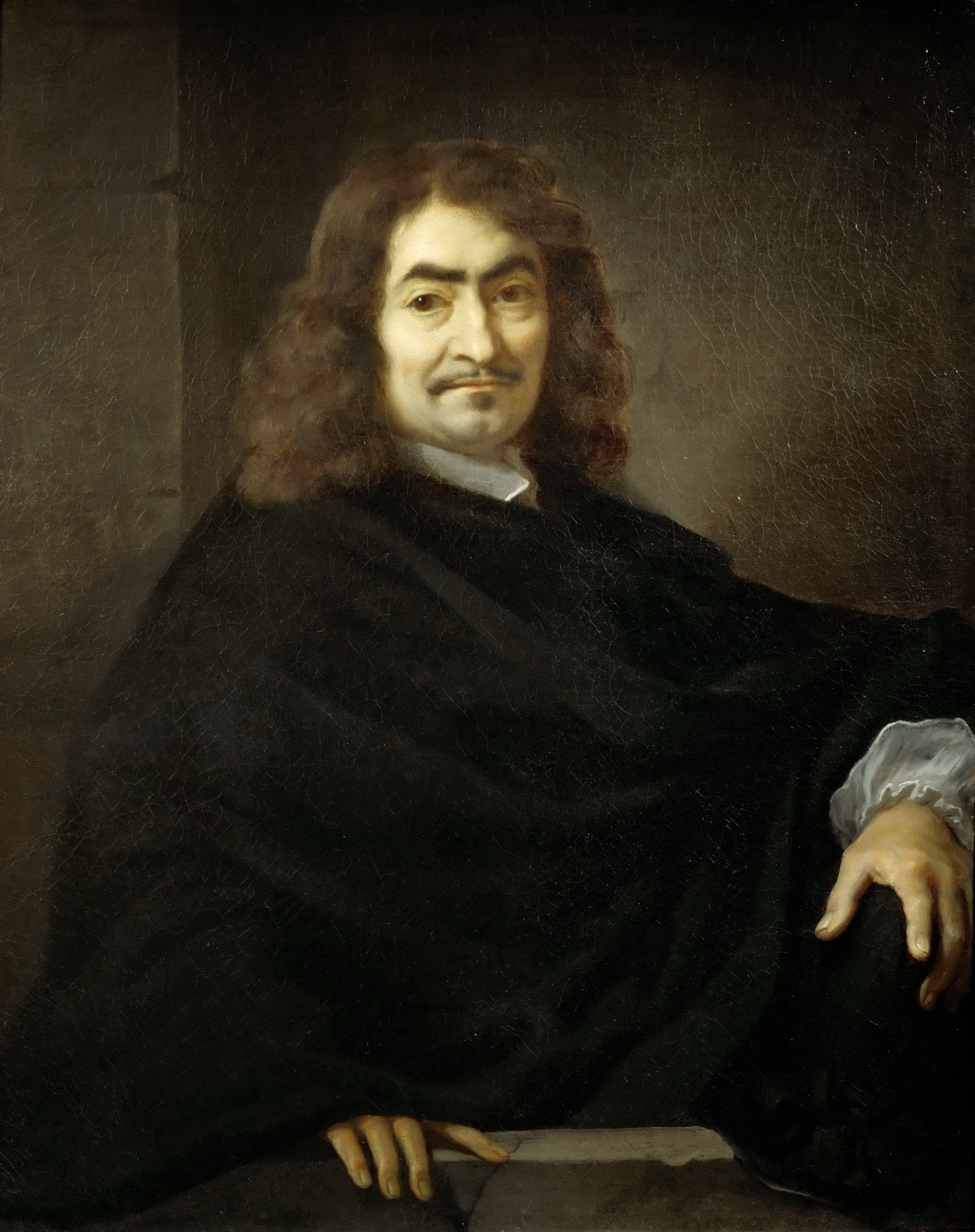
René Descartes (1596-1650).

La locución latina cogito ergo sum es un planteamiento filosófico de René Descartes, el cual se convirtió en el elemento fundamental del racionalismo occidental. En castellano se traduce frecuentemente como «pienso, por lo tanto existo», siendo más precisa la traducción literal del latín «pienso, por consiguiente soy» o «porque pienso, soy» o «soy porque pienso» , ya que normalmente la traducción «pienso, luego existo» se malentiende como «pienso, después existo», siendo que Descartes llega a la conclusión de que pensar es una prueba de la preexistencia del ser (no se puede pensar sin antes existir) y no que la existencia es una consecuencia del pensamiento.
Cogito ergo sum es una traducción del planteamiento original de Descartes en francés: Je pense, donc je suis (yo pienso, entonces soy), encontrado en su famoso Discurso del método (1637). La frase completa en su contexto es:

Mais, aussitôt après, je pris garde que, pendant que je voulais ainsi penser que tout était faux, il fallait nécessairement que moi qui le pensais fusse quelque chose. Et remarquant que cette vérité: je pense, donc je suis, était si ferme et si assurée, que toutes les plus extravagantes suppositions des sceptiques n'étaient pas capables de l'ébranler, je jugeai que je pouvais la recevoir sans scrupule pour le premier principe de la philosophie que je cherchais.
Pero enseguida advertí que mientras de este modo quería pensar que todo era falso, era necesario que yo, quien lo pensaba, fuese algo. Y notando que esta verdad: yo pienso, por lo tanto soy, era tan firme y cierta, que no podían quebrantarla ni las más extravagantes suposiciones de los escépticos, juzgué que podía admitirla, sin escrúpulo, como el primer principio de la filosofía que estaba buscando.

La frase de Descartes expresa uno de los principios filosóficos fundamentales de la filosofía moderna: que mi pensamiento, y por lo tanto mi propia existencia, es indudable, algo absolutamente cierto y a partir de lo cual puedo establecer nuevas certezas.

## Antecedentes
Aunque la idea expresada en cogito ergo sum se atribuye ampliamente a Descartes, Aristóteles explicó esta idea en toda su extensión:

La vida, por su parte, pertenece a las cosas en sí mismas buenas y agradables, porque es algo definido y lo definido es en la naturaleza del bien. Si, pues, la vida es por sí misma buena y agradable (lo cual se comprueba por el hecho de todos la desean, y sobre todo los justos y felices, para quienes la vida es lo más apreciable, y su existencia la más feliz); si el que ve siente que ve, y el que oye que oye, el que anda que anda, y en los demás actos por semejante manera hay una facultad por la que somos conscientes de nuestros actos, de suerte que cuando percibimos, percibimos que percibimos, y cuando pensamos, que pensamos; si por el hecho que percibimos o pensamos sabemos que somos (como quiera que el existir los hemos definido como sensación o pensamiento).
Ética Nicomaquea, Libro IX, 1170a

Una formulación anterior a Descartes en 1554 por Gómez Pereira es tan exacta como la suya:

Conozco que yo conozco algo. Todo lo que conoce es; luego yo soy
Nosco me aliquid noscere: at quidquid noscit, est: ergo ego sum

También existen antecedentes en Agustín de Hipona,

¿Y si te engañas? Pues, si me engaño, existo. El que no existe no puede engañarse, y por eso, si me engaño, existo.
Quid si falleris? Si enim fallor, sum. Nam qui non est, utique nec falli potest, ac per hoc sum, si fallor.
De Civitate Dei, Libro XI, 26

El argumento de cogito ergo sum puede considerarse también un desarrollo ulterior del argumento del hombre volante de Avicena.

... Si te imaginas que tu mismo ser ha sido creado desde el comienzo con un intelecto y una disposición sanos, y si se supone que, en resumidas cuentas, forma parte de tal posición y disposición que sus partes no sean vistas ni sus miembros se toquen, sino que, al contrario, estén separados y suspendidos durante un cierto instante en el aire libre, tú lo encontrarías no dándote cuenta de nada excepto de la certeza de su ser ...

Descartes fue acusado de plagio, especialmente por la coincidencia con el texto de Gómez Pereira y el planteamiento del discurso del método que ya aparece en Francisco Sánchez, Véase por ejemplo la crítica de Pierre Daniel Huet.

## Contexto de significación
El enunciado en francés Je pense, donc je suis (Yo -yo deíctico- pienso por ende yo soy), transcrito al latín como cogito ergo sum y al español castellano como "pienso, luego existo" muchas veces ha sido y se entiende mal, como "a partir del pensar se es", en rigor la frase es base para el racionalismo ya que en su Discurso del método Descartes busca algo concreto en lo cual es base la razón (y por esto el racionalismo), entonces, tal cual lo expresa muy claramente Descartes en su libro. Descartes parte de no tomar ninguna premisa antes recibida como verdadera, esto ya que afirmar supuestas expresiones debilitarían su argumento. Posteriormente empezó a poner en duda todo el conocimiento y materia que conociera (eso se llama duda metódica), duda hasta de los dogmas (que eran la "verdad" inapelable antes del cogito cartesiano) pero casi como siguiendo el método aporético preconizado por Sócrates llega a un punto indubitable: aquel en el cual reconoce que su pensamiento sale de un punto llamado yo, sea lo que sea ese yo es indiscutible que existe pues él mismo lo demuestra pensando, cuando piensa su yo inmaterial existe y si existe algo que es el yo entonces también puede existir la realidad de la cual el yo es un subconjunto y ciertamente lo verdadero es lo que hace concreto al yo, es por eso que surge la duda de la existencia y de la objetividad del universo. Tal planteamiento cartesiano sirve de piedra de toque para que la filosofía e incluso la ciencia abandonaran la metafísica Aristotélica por el racionalismo.
Así entonces el «yo pienso entonces soy» (que se entiende como «yo pienso, por lo tanto soy») ha resultado básico para el desarrollo del pensar racional a partir del siglo XVII. Pero en la segunda mitad del siglo XIX Nietzsche considera que Descartes ha planteado su célebre enunciado como un silogismo en el cual la premisa mayor no estaría demostrada, y por ello la proposición cartesiana no cumpliría con todos los pasos de un silogismo, al no depender de premisas mayores. Especialmente, en tal proposición, se pone explícitamente de antemano aquello a lo que todo conocimiento y toda proposición apelarían como fundamento esencial. En todo caso el cuestionamiento de Nietzsche tiene su sesgo nihilista y una posible recaída en el irracionalismo. En el siglo XX el primer Sartre defendiendo pese y desde a su existencialismo al racionalismo ha sostenido muchas de sus elaboraciones intelectuales en el apotegma cartesiano, pero casi al mismo tiempo que Sartre, Heidegger planteaba que había un defecto en el enunciado cartesiano y hacía renacer las objeciones nietzscheanas, poco tiempo después Lacan utilizando la especial nuance (matiz) que en idioma francés distingue dos formas de yo: el je (yo deíctico) y el Moi (yo pronominal) distingue al "yo (deíctico) pienso entonces (yo pronominal) soy", siendo el Moi (como para Sartre) el verdadero equivalente al ego (añadiéndole una develación Lacan al yo pronominal: «el ego es principalmente inconsciente: la existencia del yo ocurre entonces incluso antes del pensar del yo»).

## Lo indudable
En consecuencia, el conocimiento de este tipo, pienso, luego existo, es la primera y más cierta de todas las cosas, con el fin, a cada uno de los cuales cumple con la filosofía.
Ac proinde haec cognitio, ego cogito, ergo sum, est omnium prima et certissima, quae cuilibet ordine philosophanti occurrat.
Principios de la Filosofía, Parte I, artículo 7

Lo indudable es lo que es imposible (o acaso imprudente) dudar. Algo puede ser indudable de manera absoluta, como por ejemplo una proposición autoevidente, o también de manera relativa. Este último caso se daría solo cuando se satisfacen ciertas condiciones, por ejemplo si el enunciado de referencia tiene pruebas inobjetables, y éstas se consideran conjuntamente con él (por el contrario, aislado de sus pruebas, el enunciado podría parecer dudoso).
Para Descartes serían indudables aquellas «ideas» que «no tenemos ocasión para poner en duda» (Discurso, 2). Sin embargo, la duda que Descartes considera como un buen medio para examinar la validez o verdad de sus creencias, no es arbitraria. En la aplicación real del método cartesiano, solo la existencia de razones, o argumentos escépticos vigentes da «ocasión para dudar».
Descartes admite que hay ideas evidentes. «Evidente» sería para él, por definición, una proposición tal que quien atiende a ella no tiene más opción que juzgarla verdadera. Así, dado que para dudar de una idea es preciso ponerle atención, la duda parece imposible, como por ejemplo con el cogito ergo sum. Sin embargo, Descartes mismo señala que también las ideas evidentes se pueden poner en duda (esto sucede hacia el final de la primera meditación, cuando considera la hipótesis del genio maligno). Naturalmente, cosas que para alguien resultan evidentes, pueden no serlo para otra persona. Así, otro puede dudar de que una idea que a mí me parezca evidente. En segundo lugar, yo mismo puedo pensar que estoy expuesto a errar cuando llevó a cabo una operación elemental, cuyo resultado siempre me ha parecido ejemplarmente evidente (por ejemplo al sumar 2 + 3 o enumerar los lados de un cuadrado). Y por último, cualquiera puede plantear la duda en términos generales, ya que la frase «las ideas evidentes podrían ser falsas» es inteligible.
Dado que la duda se puede extender sin absurdo hasta las ideas «evidentes», parece indispensable tomar en cuenta, para la interpretación de Descartes, una segunda manera en que las ideas merecerían considerarse como indudables: esto ocurre cuando todas las razones conocidas que subyacen a la duda se pueden refutar. Esto lleva a interpretar la prueba cartesiana de la verdad de las ideas que él mismo llama «claras y distintas» de manera dialéctica.

## La duda metódica
El cogito ergo sum es el inicio de la solución cartesiana al escepticismo absoluto aunque este problema ya lo había abordado Aristóteles en el Libro IV de Metafísica, donde destruye el relativismo con el principio de no contradicción. Aristóteles critica a quienes piden demostración de todas las cosas (duda metódica) pues es algo no solo impráctico sino contradictorio (nos iríamos en un proceso infinito): demostrar todo implica ir a las bases, e implicaría dudar del lenguaje mismo y del pensamiento mismo, y como nadie puede dejar de pensar, ni de comunicarse, es evidente que pretender demostrar todo es un error de método.

[...] Por nuestra parte, acabamos de aceptar que es imposible ser y no ser a la vez y, basándonos en ello, hemos mostrado que se trata del más firme de todos los principios. Algunos, por ignorancia, piden que este principio sea demostrado.

Es, en efecto, ignorancia el desconocer de qué cosas es preciso y de qué cosas no es preciso buscar una demostración. Y es que, en suma, es imposible que haya demostración de todas las cosas (se caería, desde luego, en un proceso al infinito y por tanto, no habría así demostración), y si no es preciso buscar demostración de ciertas cosas, tales individuos no serían capaces de decir qué principio es el que postulan que se considere mayormente tal. 
Pero también acerca de este principio cabe una demostración refutativa de que es imposible, con solo que el que lo cuestiona diga algo. Si no dice nada, sería ridículo buscar algo que decir frente al que nada tiene que decir, en la medida en que no tiene (nada que decir) [...]

En relación con todos los casos de este tipo el punto de partida consiste, no en pedir al otro que diga que algo es o no es (tal proceder se consideraría inmediatamente como petición de principio), sino que diga algo que tenga significado para sí mismo y para el otro [...] Pero el responsable no será el que demuestra, sino el que mantiene (lo dicho), ya que, por más que intente destruir el lenguaje significativo, sigue manteniendo el lenguaje significativo. [...]
Metafísica, Libro IV, Capítulo 4, 1006a 3-14, 18-22, 25-28.

Además, si sostenemos que debemos dudar de todo incurrimos en una petición de principio: pues tendríamos primero que dudar de la duda metódica, es decir, tendríamos que demostrar que se necesita dudar de todo, para dudar de todo. De ahí, concluímos que es absurdo e irreal dudar de todo (duda metódica), y que en la práctica hay cosas que no se necesitan demostrar, ya que, solo vale la pena demostrar algo cuando hay objeciones serias para dudar de algo.

Hay algunos —tanto entre los que están persuadidos de estas cosas como entre los que proponen estos argumentos solo de palabra— que se sienten en una situación aporética al preguntarse quién decidirá cuál es el sano y, en general, cuál es el que juzga rectamente acerca de cada cosa. Tales aporías, sin embargo, son como considerar una aporía si en este momento estamos dormidos o despiertos. Pero semejantes aporías poseen todas la misma fuerza. Y es que estos exigen que haya demostración de todas las cosas: buscan, en efecto, un principio, y pretenden lograrlo por demostración. Pero que no están persuadidos de ello, lo muestran claramente en su conducta. Pero, como decíamos, esto es lo que los caracteriza, que buscan demostración de lo que no hay demostración: en efecto, el principio de la demostración no es demostración. Desde luego, estos se persuadirían fácilmente de esto (pues no es difícil captarlo). [...]
Metafísica, Libro IV, Capítulo 6, 1011a 2-14.

## Silogismo o intuición
Estudiosos de Descartes plantean si el cogito de Descartes es una demostración silogística o una mera intuición indudable. 
Descartes recalcó en su segunda respuesta a las objeciones de sus Meditaciones que «cuando percibimos que somos cosas pensantes, ésa es una noción primera, no sacada de silogismo alguno; y cuando alguien dice, pienso, luego soy o existo, no infiere su existencia del pensamiento como si fuese la conclusión de un silogismo, sino como algo notorio por sí mismo, contemplado por simple inspección de espíritu».
Por otro lado, Descartes sostiene en sus Principios de la filosofía la existencia del cogito como una conclusión silogística en vez de una intuición. De igual manera en una entrevista con Frans Burman declaró que «antes de la inferencia de "estoy pensando" a "yo existo", se puede conocer la premisa "Todo lo que piensa que existe", porque es anterior a la inferencia, que depende de ella. Por eso digo en los Principios 1:10 que esta premisa es lo primero, porque siempre está implícitamente ahí y se da por sentado. Pero no se sigue que siempre esté consciente de manera expresa y explícita de que sucederá primero».

## Críticas alcogito

### Ambulo, ergo sum
Pierre Gassendi pronunció en oposición a la cita de Descartes «ambulo, ergo sum» (Me paseo, luego existo) ya que para Gassendi la fuente del conocimiento de la propia existencia no es el intelecto, sino la experiencia que se percibe con todos los sentidos en contacto con la naturaleza. Descartes respondió que esto solo demuestra el conocimiento interior que del paseo como pensamiento pero no respecto a la existencia o movimiento del cuerpo, que puede ser falso "como sucede еn los sueños". Descartes dio razones para pensar que los pensamientos despiertos son distinguibles de los sueños, y esa mente no puede haber sido "secuestrada" por un genio maligno que coloca un mundo externo ilusorio ante los sentidos. De esta manera, Descartes procede a construir un sistema de conocimiento, descartando la percepción como poco confiable y, en cambio, admitiendo solo la deducción como método. Harry G. Frankfurt no encontró satisfactoria la respuesta de Descartes a Gassendi, pues la sensación del ambulo está lógicamente ligada al ser y el cogito también es dudable.

### Bundle theory
Los filósofos empiristas como Locke y Berkeley observaron que solo somos capaces de tener constancia de las características y propiedades concretas de lo que hay en nosotros y a nuestro alrededor en un momento determinado que luego atribuimos a hipotéticos sustratos que reposan esas cualidades. Mientras Locke acepta la existencia sustancias individuales y Berkeley solo las espirituales (solo Dios y el alma), Hume niega cualquier tipo de sustancia. "La idea de una substancia [...] no es más que una colección de ideas simples que están unidas por la imaginación y poseen un nombre particular asignado a ellas, por el que somos capaces de recordar para nosotros mismos o los otros esta colección." Esto constituye su bundle theory, o "teoría del haz", según la cual los objetos solo lo son en tanto que conjuntos de propiedades concretas e individuales. Hume sostiene que toda idea viene de una impresión sensible, pero al igual que la sustancia, no tenemos ninguna impresión del yo en sí. Declara así en su Tratado de la naturaleza humana:

«Por mi parte, cuando penetro más íntimamente en lo que llamo "yo mismo", siempre tropiezo con una u otra percepción particular, de frío o de calor, de luz o de sombra, de dolor o de placer. Nunca puedo captar un "yo mismo" sin encontrar siempre una percepción, y nunca puedo observar nada más que la percepción.»

«Un hombre es un conjunto o colección de diferentes percepciones que se suceden con una rapidez inconcebible y están en un flujo y movimiento perpetuos; la identidad que atribuimos a la mente es análoga a la que atribuimos a plantas y animales: la imaginación nos hace confundir una sucesión de objetos relacionados con un objeto idéntico; ocultamos la interrupción fingiendo un alma, un yo o una sustancia, o "imaginamos algo desconocido y misterioso que conecta las partes junto a su relación"; la identidad que atribuimos a la mente del hombre es ficticia»

Esta visión fue transmitida por intérpretes positivistas, que vieron a Hume como sugiriendo que términos como "sí mismo", "persona" o "mente" se referían a colecciones de "contenidos sensoriales". Como lo expresa William James:

«Sin embargo, en su más amplio sentido, el yo de un hombre es la suma total de todo lo que puede llamar suyo, no solo su cuerpo y sus poderes psíquicos, sino su ropa y su casa, su mujer e hijos, sus antepasados y amigos, su reputación y obras, sus tierras y caballos, y su yate, y su cuenta bancaria. (...) En primer lugar su cuerpo, sus amigos luego y, finalmente, sus disposiciones espirituales, deben ser los objetos de supremo interés para toda mente humana.»